# シーランチ
シーランチ（Sea Ranch）は、アメリカ合衆国カリフォルニア州ソノマ郡にある非法人地域コミュニティで、1960年代から計画都市として開発されてきた。アメリカの著名な建築家数名によって設計された特徴的なティンバーフレーム構造の建築群で知られる。
2005年、シーランチに建設された最初のユニットであるコンドミニアム1 (Condominium_1) は、国家歴史登録財に登録された。この地域の開発はカリフォルニア沿岸委員会 (California Coastal Commission) の設立に一役買っている。2010年の国勢調査では、人口は1,305人だった。統計上、アメリカ合衆国国勢調査局はシーランチを国勢調査指定地域（CDP）と定義している。

## 歴史
この地域に最初に住んだとされるのはポモ族 (pomos) で、浜辺で昆布や貝を採取していた。
1846年、アーネスト・ルーファスは当時メキシコの土地でランチョ・ジャーマンというグアララ川からオーシャン・コーブまで海岸線に沿って広がる地域を供与される。この土地は後に分割されるが1900年代初頭、ウォルター・P・フリックがその一部を買い取り、デル・マー・ランチを作り、ヒツジの飼育のために貸し出した。1941年にはこの土地はマーガレット・オルソンとその一家に売却された。
建築家でプランナーのアル・ボークは、この地域の自然の美しさを保つコミュニティを構想し、1962年に初めてこの土地を調査した。1963年、キャッスル・アンド・クック社の1部門であるOceanic California Inc. がオルソンから土地を買い、デザインチームを結成。そして自然と調和するだけではなく、自然に依拠して建てられる、先進の住宅地域が構想された。
ボークが採用した主なデザイナーは#設計参加者のうち、チャールズ・ムーア、ジョセフ・エシェリック、ウィリアム・ターンブル・ジュニア、ドンリン・リンドン、 リチャード・ウィテカーおよびランドスケープ・アーキテクトのローレンス・ハルプリンである。
ハルプリンはまず、生態系など約1年をかけて調査し、ソノマ郡の海岸線の10マイル (16 km) を網羅するシーランチのマスタープランを作成した。
このプロジェクトの主要写真家として、ターンブルとハルプリン両者の友人であり同僚である建築写真家モーリー・ベア (Morley Baer)  が担当になり、シーランチの広報活動には、マリオン・コンラッドが起用された 。シーランチのロゴはスーパーグラフィックと共にバーバラ・シュタウファー・ソロモン (Barbara Stauffacher Solomon)  によってデザインされている。

## 地理
シーランチは、サンフランシスコの北約 100 マイル (160 km)、サクラメントの西約 120マイル (190 km) の太平洋沿岸に位置しており、州道1号線からアクセスが可能。
シーランチの北西約4マイル (6 km)先に、隣接するメンドシーノ郡に属するグアララという小さな町がある。

### 気候
ケッペンの気候区分によると、シー ランチは温暖な夏の地中海性気候であり、気候図では「Csb」と省略されている。
| Sea Ranch (1980-2016)の気候 | Sea Ranch (1980-2016)の気候 | Sea Ranch (1980-2016)の気候 | Sea Ranch (1980-2016)の気候 | Sea Ranch (1980-2016)の気候 | Sea Ranch (1980-2016)の気候 | Sea Ranch (1980-2016)の気候 | Sea Ranch (1980-2016)の気候 | Sea Ranch (1980-2016)の気候 | Sea Ranch (1980-2016)の気候 | Sea Ranch (1980-2016)の気候 | Sea Ranch (1980-2016)の気候 | Sea Ranch (1980-2016)の気候 | Sea Ranch (1980-2016)の気候 |
| 月                          | 1月                         | 2月                         | 3月                         | 4月                         | 5月                         | 6月                         | 7月                         | 8月                         | 9月                         | 10月                        | 11月                        | 12月                        | 年                          |
| --------------------------- | --------------------------- | --------------------------- | --------------------------- | --------------------------- | --------------------------- | --------------------------- | --------------------------- | --------------------------- | --------------------------- | --------------------------- | --------------------------- | --------------------------- | --------------------------- |
| 平均最高気温 °F （°C）      | 56.5 (13.6)                 | 59.7 (15.4)                 | 61.5 (16.4)                 | 64.5 (18.1)                 | 67.5 (19.7)                 | 71.0 (21.7)                 | 73.0 (22.8)                 | 74.0 (23.3)                 | 72.8 (22.7)                 | 68.3 (20.2)                 | 61.3 (16.3)                 | 56.0 (13.3)                 | 65.51 (18.63)               |
| 平均最低気温 °F （°C）      | 42.0 (5.6)                  | 43.7 (6.5)                  | 45.0 (7.2)                  | 46.3 (7.9)                  | 48.8 (9.3)                  | 50.8 (10.4)                 | 51.0 (10.6)                 | 51.0 (10.6)                 | 50.8 (10.4)                 | 48.0 (8.9)                  | 45.7 (7.6)                  | 42.0 (5.6)                  | 47.09 (8.38)                |
| 降水量 inch （mm）          | 6.5 (165)                   | 6.4 (163)                   | 4.73 (120.1)                | 2.2 (56)                    | 1 (30)                      | 0.33 (8.4)                  | 0.05 (1.3)                  | 0.08 (2)                    | 0.43 (10.9)                 | 1.98 (50.3)                 | 4.5 (114)                   | 6.56 (166.6)                | 34.76 (887.6)               |
| 平均降水日数                | 13                          | 10                          | 12                          | 7                           | 4                           | 1                           | 0                           | 1                           | 2                           | 4                           | 10                          | 12                          | 76                          |
| 出典1：weatherspark         |                             |                             |                             |                             |                             |                             |                             |                             |                             |                             |                             |                             |                             |
| 出典2：bestplaces.net       |                             |                             |                             |                             |                             |                             |                             |                             |                             |                             |                             |                             |                             |

## デザイン

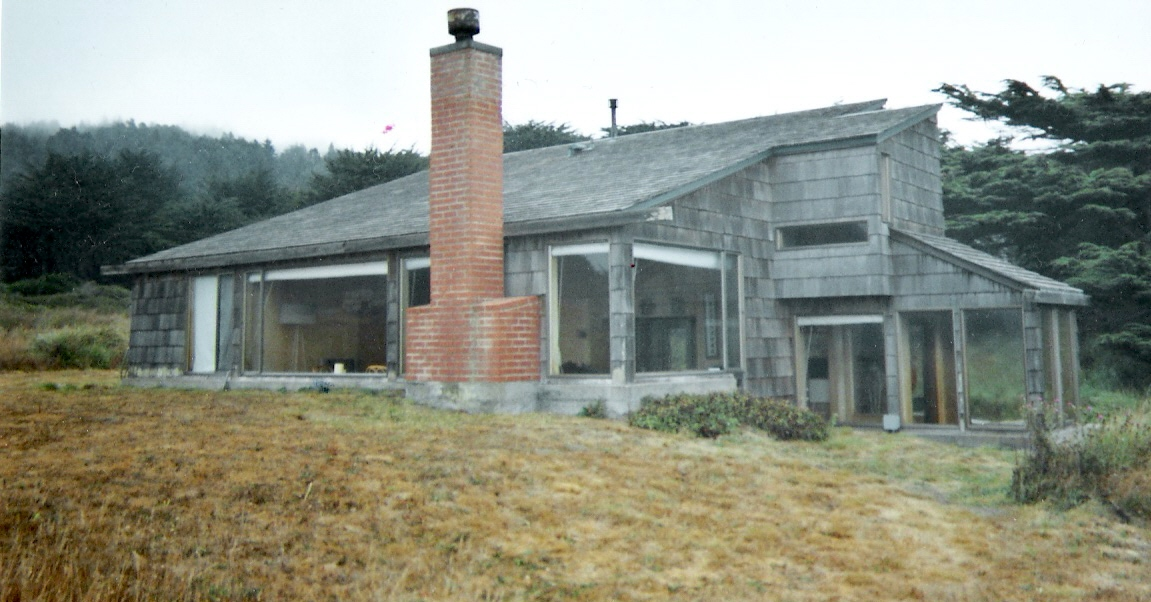
1966年、ジョセフ・エシェリックが設計したシーランチの家

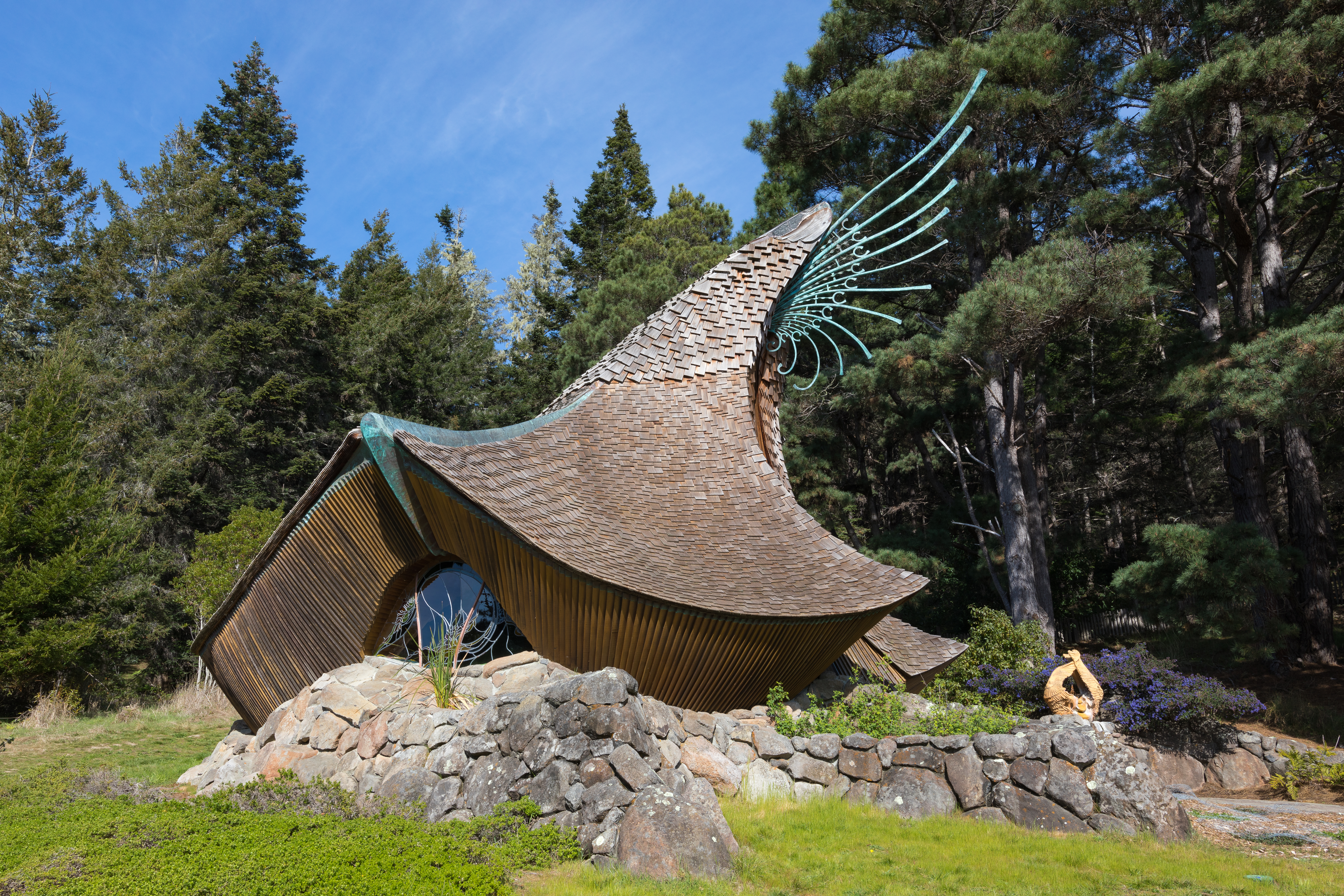
ジェームズ・ハベルが設計したシーランチ・チャペル

シーランチには、木製のサイディングや屋根板で覆われたシンプルな木造建築が特徴的である。シーランチの建築様式は、天候や地形に左右されないように設計された地元の農業用建物を参考にしている。もともとシーランチには、住宅に使われるダグラスファーやレッドウッドの製材所があり、これらには地元の製材所を利用している。1,800戸ほどの住宅の大半は小規模なセカンドハウスだが、居住者も約300人いる。約半数の住宅は週末レンタルとして貸し出されており、現在の所有者が隣接する空き地を購入し、オープンスペースを確保するために2つを統合することもあるため、最終的には約2400戸になると予想されている。建物は「サードベイの伝統」としても知られ、「シーランチ」スタイルとも呼ばれる、近代建築と地元建築のハイブリッドとみなされる。
当初からデザインガイドラインを設け、建物は景観配慮とサイト固有の関係を持つことが望ましいとされている。シーランチのデザインレビューの要件は、建物が景観の一部となるがそれに従属するのではなく、どちらも支配的にならないことを指定している。外観は無塗装の木材や落ち着いたステインと張り出した軒を設けず、外部照明のバッフルなどの細部が風景の中に建物の姿を沈ませることで、夜空を照らす街灯もなく、夜間の光害を最小限に抑えている。また、屋根の張り出しがないのは、ほぼ一定の強い風が張り出しがもたらす乱気流を生じさせないよう建物の上を通り抜けるようにするためである。シーランチの設計審査は建物の内部には及ぼさないが、すべての建設はソノマ郡の許可と資源管理の監視の対象となる。
シーランチの景観はこうしてデザインマニュアルによって規制されており、周囲のフェンスを禁止し、非固有植物がいるスクリーン付きの中庭にも制限がかけられる。羊の群れは夏の間、火災の脅威を減らすために草を地面に低く保つように活用されている。

## 設計参加者
数十年にわたり、多くの建築家がシーランチに建つ家を設計している。
建築
- アル・ボーク
- J. カーソン・ボウラー
- オビー・ボウマン
- スティーブ・ブロディ
- ウィリアム・スコット・エルズワース
- ジョセフ・エシェリック  (Joseph Esherick (architect))
- ニコラス・フォレル  (Nicholas Forell)
- ジョン・ハレー
- ポール・ルーカス・ハミルトン
- ロバートハートストック
- ジョージ・W・ホムジー  (George W. Homsey)
- ドナルド・ジェイコブス
- ダニエル・レヴィン
- ドンリン・リンドン  (Donlyn Lyndon)
- ルイス・マクレーン
- チャールズ・ムーア
- Fiona O'Neill
- リサ・スコット
- テッド・スミス
- ウィリアム・ターンブル・ジュニア  (William Turnbull Jr.)
- ディミトリ・ヴェデンスキー（Dimitri Vedensky）
- ネッド・ウェストオーバー
- リチャード・ウィテカー

ランドスケープアーキテクト
- ローレンス・ハルプリン

## 注目ポイント

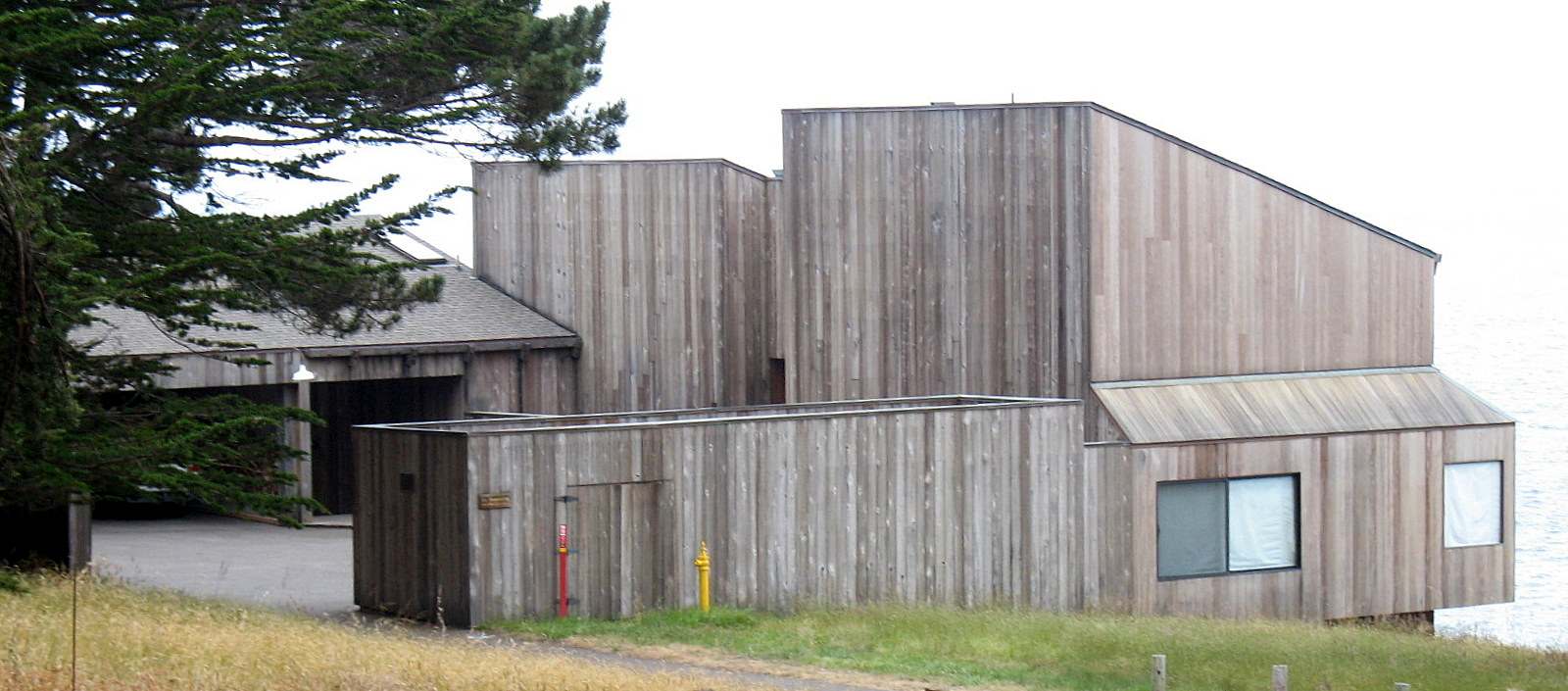
コンドミニアム１

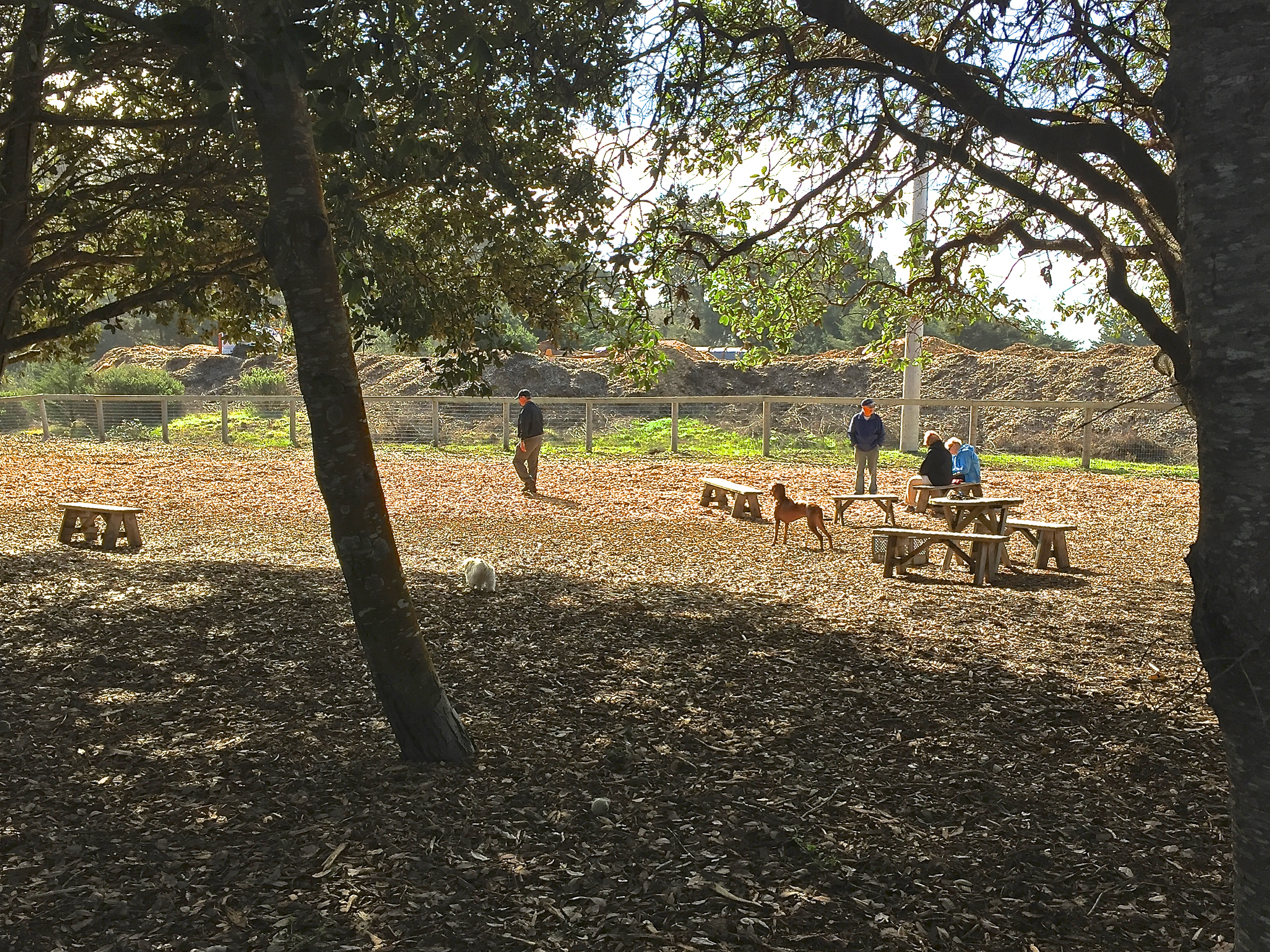
ペットと飼い主が集まるシーランチドッグパーク

コンドミニアム1（1965年完成）は、アメリカ建築家協会の賞を受賞した。1991年に25年賞を受賞し、2005年には国家歴史登録財に追加登録された。
ソノマ郡地域公園局はシーランチ地域の州道1号線沿いの6箇所から海岸へのアクセスを提供している: 
- ブラックポイント（トレイル）（35035 State Route 1）
- グアララ・ポイント・リージョナル・パーク（42401 State Route 1）
- ペブルビーチ（トレイル）（36448 State Route 1）
- シェルビーチ（トレイル）（39200ステートルート1）
- Stengel Beach (trail) at 37900 State Route 1[21] (閉鎖)[22][23]
- 40101 State Route 1にあるWalk On Beach（トレイル）